# Usermontu
Usermontu (wsr mnt w, "Menthu és poderós") va ser un alt funcionari egipci durant la dinastia XVIII. Va ser djati des del regnat de Tutankamon fins probablement el regnat d'Horemheb.
| mn · n · V13 | G43 | wsr | s |

| mn · n · V13 | G43 | wsr | s |

Usermontu està representat a la tomba del sacerdot Khonsu (TT31). A la sala Usermontu i el seu germà Hui, que va ser un profeta de Menthu, s'hi mostren fent una ofrena a la barca d'aquest déu. Es diu que Usermontu va néixer de Maia. Una estàtua d'una col·lecció privada dona el nom del seu pare, Nebmehit. A la tomba s'hi esmenta un segon individu amb el nom de Usermontu, que seria en aquest cas el fill de Khonsu. Aquest Usermontu més jove és un Summe Sacerdot de Sobec.
El djati Usermontu també està representat a la tomba del Summe Sacerdot de Sobec, Hatiai (TT324). Usermontu hi apareix assegut en un banquet amb el djati Nebamun(?).
A Armant s'hi va trobar una estela d'Usermontu. El text inclou un himne a Menthu.